# San Millán de la Cogolla, La Rioja
San Millán de la Cogolla, La Rioja tỉnh và cộng đồng tự trị La Rioja, phía bắc Tây Ban Nha. Đô thị này có diện tích là 13,19 ki-lô-mét vuông, dân số năm 2009 là 278 người với mật độ 8,91 người/km². Đô thị này có cự ly 19 km so với Logroño.